# 금촌고등학교
금촌고등학교(金村高等學校)는 대한민국 경기도 파주시 금릉동에 있는 공립 고등학교이다.

## 학교 연혁
- 2005년 2월 23일 : 금촌고등학교 설립 인가 (10학급)
- 2005년 3월 1일 : 금촌고등학교 개교
- 2005년 3월 1일 : 초대 성연석 교장 취임
- 2005년 3월 5일 : 제1회 입학식 (10학급 367명)
- 2008년 2월 15일 : 제1회 졸업식 (10학급 381명)
- 2024년 1월 3일 : 제17회 졸업식(12학급 290명) [총 졸업생 6,581명]
- 2024년 3월 1일 : 제7대 배성남 교장 취임
- 2024년 3월 4일 : 제20회 입학식(12학급 336명)

## 참고 자료
- 금촌고등학교 - 한국교육학술정보원 학교알리미